# Barrow Strait
Barrow Strait är ett sund i Kanada.   Det ligger i territoriet Nunavut, i den nordöstra delen av landet, 3 300 km norr om huvudstaden Ottawa.